# Now Then
Now Then ist ein Jazzalbum des Tani Tabbal Trio mit Michael Bisio und Adam Siegel. Die am 5. Dezember 2019 in den Park West Studios, Brooklyn entstandenen Aufnahmen erschienen am 13. November 2020 auf Whit Dickeys Label Tao Forms. Es ist die dritte Veröffentlichung des Labels nach The Piano Equation von Matthew Shipp und Expanding Light vom Whit Dickey Trio.

## Hintergrund
Tani Tabbal, der unter anderem mit Faruq Z. Bey Griot Galaxy, David Murray, Geri Allen, Steve Coleman und Evan Parker zusammengearbeitet hatte, leitete in den letzten Jahren auch ein eigenes Trio. Nachdem er in den 2010er-Jahren mehrere Alben im Eigenverlag einspielt hatte, darunter zwei mit diesem Trio, ist Now Then sein erstes international vertriebenes Werk. Tabbal spielt hier mit Adam Siegel am Altsaxophon und Michael Bisio am Kontrabass.

## Titelliste
- Tani Tabbal Trio: Now Then (Tao Forms TAO 03)[1]
  1. Arrested Confusion (Michael Bisio) 4:11
  2. Just Woke Up 8:51
  3. Khusenaton 5:47
  4. Sun History Ra Mystery (Michael Bisio) 6:21
  5. Now Then 7:39
  6. Midway Open 6:43
  7. Oh See Oc Revisited (Michael Bisio) 9:22
  8. Scrunch 5:54
  9. R.Henry (Michael Bisio) 6:52
  10. Inky Bud 5:55

Sofern nicht anders angegeben, stammen alle Kompositionen von Tani Tabbal.

## Rezeption
Der Kritiker der Zeitung The Denver Post zählte das Album zu den besten Neuveröffentlichungen im Jazz des Jahres 2020; es sei dank des unschätzbaren Perkussionisten „das erfreulichste Saxophon-Bass-Trio-Date in diesem Jahr“.

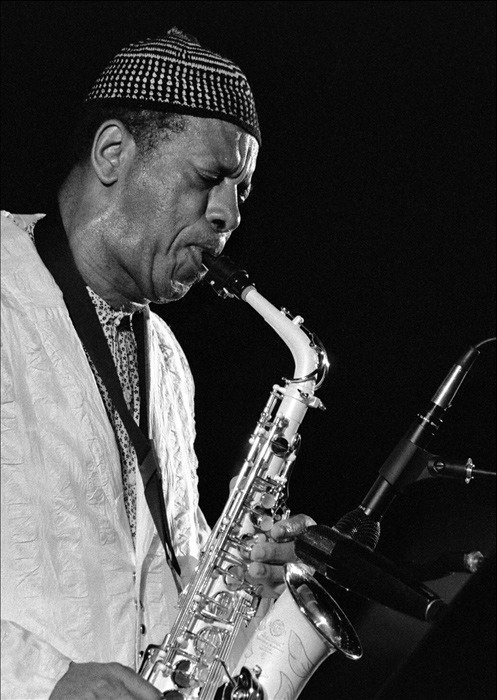
Ornette Coleman (1994)

Nach Ansicht von Dave Rogers, der das Album für die Rundfunkstation WTJU Virginia rezensierte, habe Tabbal, der in Detroits fruchtbarer Jazzszene erwachsen wurde, immer nach Kollegen mit frischen Ideen, offenen Ohren und waghalsigen Gemütern gesucht. Er fand sie wieder in dem erfahrenen Bassisten Michael Bisio und dem Altsaxophonisten Adam Siegel, einem Musiker der nächsten Generation. Die Kompositionen definieren spezifische Materialien und Stimmungen, die das Trio mit Geduld und einer subtilen Vielfalt von Texturen und Dynamiken entwickle, so der Autor. „Melodische Reichtümer sind im Überfluss vorhanden, sowohl mit kontrolliertem Feuer als auch mit Zärtlichkeit, während die Freude an produktiver Kommunikation und erleuchtetem Schaffen das Album durchdringt.“
Matt Collar verlieh dem Album in Allmusic vier Sterne und schrieb, als langjähriges Mitglied des Ensembles von Roscoe Mitchell sei der Schlagzeuger Tani Tabbal ein grenzüberschreitender Musiker, dessen Sound von zukunftsorientierten Künstlern wie Ornette Coleman, Thelonious Monk und Sun Ra beeinflusst sei. Alle drei Musiker kämen einem in den Sinn, wenn man Tabbals sechstes Album Now Then anhöre. Von Sun Ras Arkestra bringe Tabbal die eigenwillige, interstellare Energie dieser Gruppe in seine Arbeit mit seinem Trio mit Adam Siegel und Michael Bisio ein. Mit Now Then würden Tabbal und sein Trio mit der Intensität und radikalen Kreativität eines viel größeren Ensembles spielen.
Tony Dudley-Evans schrieb in London Jazz News, dieses Trio verkörpere eine hervorragende Eigenschaft; die Musik befinde sich in diesem Bereich zwischen modernem Mainstream Jazz und Free Jazz, einem Terrain, das von William Parker, Matthew Shipp und dem verstorbenen David S. Ware bevölkert werde. Den größten Einfluss auf das Trio habe wahrscheinlich Ornette Coleman. Der Saxophonist Adam Siegel sei eine echte Entdeckung; er habe einen starken Ton auf dem Altsaxophon und die Fähigkeit, sehr effektiv mit seinen Kollegen zu interagieren. Bisio und Tabbal lieferten viele interessante rhythmische Muster, aber auch immer einen starken Puls.
Bill Meyer schrieb im Down Beat, der Titel von Tani Tabbals Album lese sich wie ein künstlerisches Rezept: Stütze dich auf die Vergangenheit, aber kreiere in der Gegenwart. Es sei eine passende Haltung für jemanden, der mit Sun Ra gespielt hat, ein wesentlicher Teilnehmer an Detroits Avantgarde-Community wurde und Beziehungen zu James Carter, Geri Allen und vor allem zu Roscoe Mitchell knüpfte. Auf Now Then würden die Musiker mit Leichtigkeit zwischen Führen und Unterstützen wechseln, was von der Chemie zeuge, die auf der gemeinsamen Bühne geschliffen wurde.